# Фрахтова тонна
Фрахтова тонна — одиниця вимірювання розміру фрахту, тобто плати власнику транспортних засобів за надані їм послуги з перевезення вантажів або пасажирів. Залежно від виду вантажу в тоннах фрахтових оцінюється або його обсяг, або його вага.
- 1 фрахтова тонна для важких, малооб'ємних вантажів = 1 англійська тонна = 2240 торгових фунтів = рівно 1016,0469088 кілограмів.

- 1 фрахтова тонна (англ. freight ton) для легких, об'ємних вантажів = 40 кубічних футів = 1,12 м³.